# فنسنت لوكاس
فنسنت لوكاس (بالفرنسية: Vincent Lucas)‏ هو موسيقي فرنسي، ولد في 1967.

## وصلات خارجية
- فنسنت لوكاس على موقع ميوزك برينز (الإنجليزية)
- فنسنت لوكاس على موقع أول ميوزيك (الإنجليزية)
- فنسنت لوكاس على موقع ديسكوغز (الإنجليزية)